# 董士恭
董士恭（1278年—1330年），字肃卿，元朝官员，真定藁城县（今河北省石家庄市藁城区）人，父亲是董俊第八子董文忠。
董士恭是董文忠第五子。董文忠去世，元世祖召见诸子。董士恭年十三岁，世祖他是否学射。当时对汉人有挟兵之禁。世祖以弓矢赐给他，命董氏一族不必遵守挟兵之禁。后入直宿卫，元成宗命他代祀岳渎。世祖常称呼董文忠为八哥，成宗称呼董士恭为察罕八哥。大德九年（1305年），授典瑞少监。大德十一年（1307年），特命擢典瑞太监，阶正议大夫。元成宗崩，安西王阿难答觊觎神器，索要符玺，董士恭不给。元仁宗平内难，董士恭进奉御宝。元武宗即位，赐给他黄佥带。典瑞升为典瑞院，拜中奉大夫、同知典瑞院事。至大四年（1311年），出为江南行台侍御史。皇庆二年（1313年），典瑞恢复为监，担任典瑞卿，使属吏佩金字圆牌驰驿相召。仁宗问民所疾苦，他回答省刑薄敛。问臣子之道，他回答忠孝。延祐二年（1315年），拜陕西行台御史中丞。未几，谢病而归。又任命为河南江北、淮东西道廉访使，没有就任。至顺元年（1330年）去世，年五十三岁。其子董守让，东昌路总管，董守训，中书工部司程；董守诚，衡水尹，有政绩，县人立碑称颂。